# Dwór Artusa w Toruniu

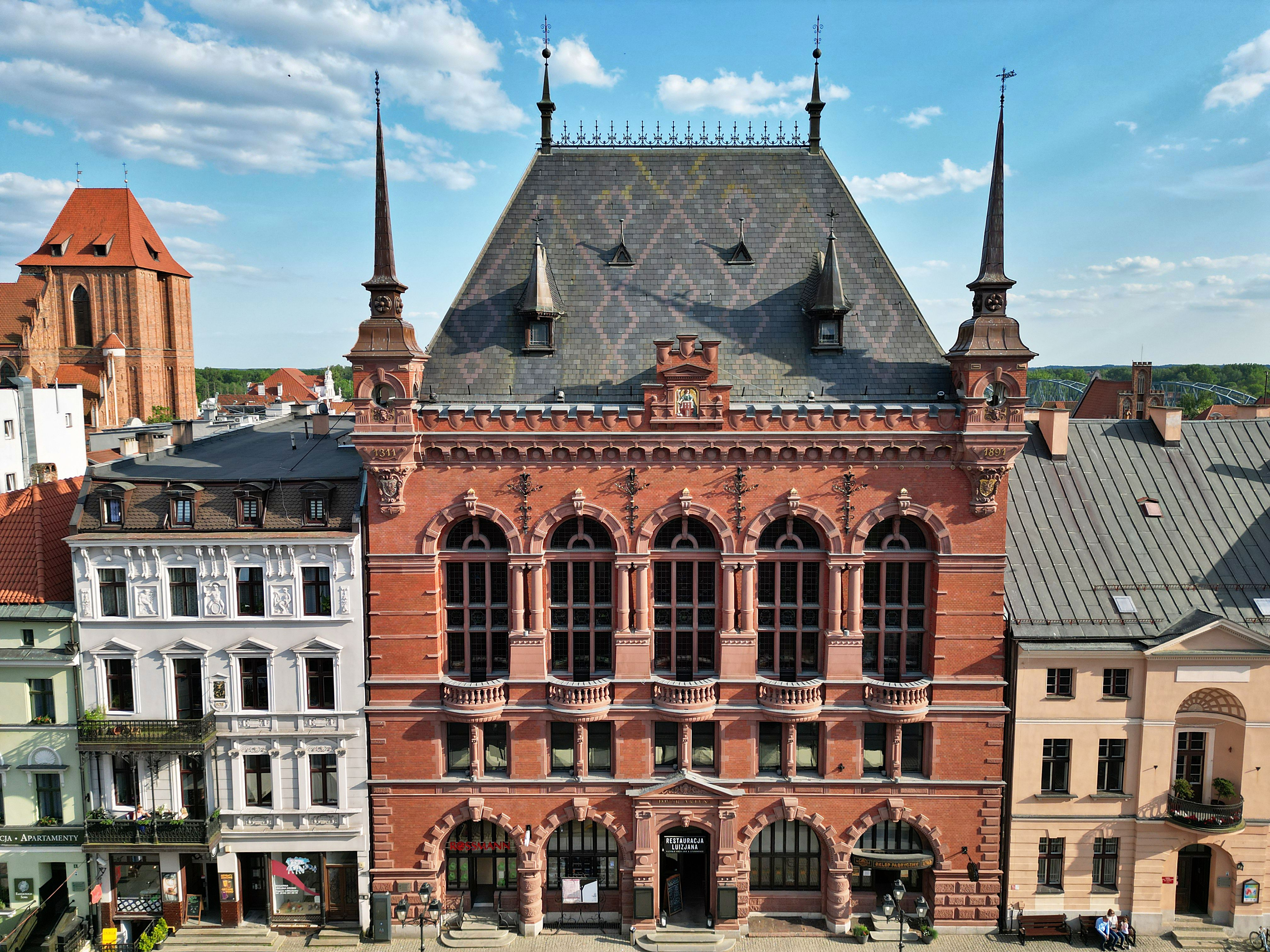
Fasada Dworu Artusa

Dwór Artusa w Toruniu – zabytkowy gmach z 1891 roku, mieszczący się przy Rynku Staromiejskim 6 w Toruniu, nawiązujący do poprzednich gmachów wybudowanych w tym samym miejscu ok. 1385 oraz w 1829 roku. Pierwszy budynek był siedzibą elitarnych bractw skupiających bogate rody patrycjuszowskie i miejscem spotkań toruńskich kupców hanzeatyckich. Pełnił on również funkcję głównego salonu towarzyskiego miasta, gdzie goszczono królów, książąt, namiestników królewskich, oraz miejscem obrad sejmu Rzeczypospolitej i sejmików Prus Królewskich. Drugi gmach pełnił funkcję teatru miejskiego. Obecnie jest to siedziba instytucji kulturalnej, gdzie odbywają się rozmaite uroczystości, koncerty i festiwale.

## Historia
W XIV wieku zaczęły powstawać pierwsze dwory Artusa w Prusach Zachodnich. Powstawały one równolegle wraz z gildiami kupieckimi. Nazwa dwór Artusa nawiązywała do legendarnego króla Artura. Rycerze króla zasiadali przy okrągłym stole, aby zapobiec utrwaleniu jakiejkolwiek hierarchii wewnątrz swojej grupy. Nawiązując do legendy, dwory projektowano tak, by wyróżnić w nich poszanowanie dla idei równości i braterstwa uczestników spotkań. Prawdopodobnie dwory początkowo pełniły funkcję wyłącznie praktyczne, zaś obecna nazwa została spopularyzowana na początku XVII wieku, na drodze analogii do innych dworów, mieszczących się w Braniewie, Elblągu, Gdańsku i Malborku. Pierwotnie gmach był nazywany domem klubowym.
Na przełomie XIII i XIV wieku w Toruniu zaczęły powstawać pierwsze zgromadzenia o charakterze zawodowym i religijnym, zaś kupcy prawdopodobnie powołali pierwszą gildię. Pierwszy dwór w Toruniu wybudowano ok. 1385 roku. Należał on do Bractwa św. Jerzego. Mieścił się on na miejscu obecnego gmachu, jednak był węższy. Był to dwupiętrowy budynek, prawdopodobnie wystawiony w ceglastym, nagim murze. Odznaczał się ostrołukowymi otworami na drzwi i okna. Po obu stronach szczytu umieszczone były ośmiokątne wieżyczki. Budynek miał rytmicznie rozdzielone ślepe okna, które według ówczesnej mody posiadały malowidła. Celem tych okien było zgładzenie ciężaru murów. Na parterze mieściła się wielka sala. Jej sklepienie spoczywało na dwóch kolumnach. Stoły stały pod ścianami. Ławy i ściany były pokryte dywanami. Prawdopodobnie na ścianach mogły wisieć zbroje i tarcze, używane podczas turniejów rycerskich, oraz obrazy patronów brackich (Najświętszej Panny Maryi, św. Jerzego, św. Katarzyny, św. Reinholda, Trzech Króli).
Budynek przez dłuższy czas spełniał swoją rolę, w XV wieku nie był znacząco przebudowywany. W XVII wieku dokonano nieznacznych przebudowań w gmachu.
W 1466 roku w Dworze Artusa zaprzysiężono II pokój toruński, na mocy którego do Polski wróciły Pomorze Gdańskie wraz z dostępem do morza, ziemię chełmińskie i michałowska oraz inkorporowano Warmię.
W 1503 roku powstało malowidło ścienne przedstawiające św. Jerzego.
W XVIII wieku stan techniczny Dworu Artusa uległ pogorszeniu. W 1703 roku Dwór Artusa został uszkodzony podczas III wojny północnej, kiedy to wojska szwedzkie oblegały Toruń. 29 lipca 1733 roku w wyniku silnej burzy uszkodzone zostały okna i dach. Remontem dachu zajął się murarz Antoni Rohm, oknami szklarz Johann Winkler i stolarz Michael Baltzer. W latach 1724–1756 w Dworze mieściła się siedziba zboru ewangelickiego. Podczas wojny siedmioletniej 19 marca 1758 roku wojska rosyjskie opróżniły Dwór. Następnie utworzyli w niej cerkiew prawosławną, która funkcjonowała do 1762 roku. W połowie XVIII wieku rysownik Georg Friedrich Steiner sporządził jednobarwną rycinie Dworu. Jego fotokopia z 1914 roku jest jedynym znanym źródłem informującym, jak wyglądał pierwszy Dwór. W 1779 roku przeprowadzono ostatnie prace restauratorskie.
14 czerwca 1802 roku rozpoczęto rozbiórkę budynku. Na jego miejscu powstał nowy gmach, oddany do użytku w 1829 roku. Neoklasycystyczny budynek zaprojektował budowniczy miejski Heckert. Początkowo budynek nosił nazwę Dworu Artusa, w 1842 roku został nazwany Teatrem Miejskim. W jej pomieszczeniach odbywały się uroczystości miejskie, spotkania bractw cechowych i bale. W lutym 1889 roku rozpoczęto wyburzanie budynku.
W drugiej połowie XIX wieku rozpoczęto budowę nowego Dworu, według projektu radcy budowlanego Rudolpha Schmidta. Współautorem projektu był również architekt Duszyński. Międzyczasie niemiecki architekt Reinhard Uebrick przedstawił swój projekt przebudowy Dworu, jednak jego propozycja nie doczekała się realizacji. Nowy gmach budowano w latach 1889–1891, na miejscu drugiego Dworu Artusa oraz sąsiadującego z nim od strony zachodniej gmachu. Oficjalnie został oddany do użytku 12 grudnia 1891 roku. Na parterze zlokalizowano sklepy i restaurację, na piętrze cztery sale (Wielka, Biała, Czerwona i Mała), na poddaszu pokoje gościnne. W 1904 roku przeprowadzono prace malarskie w budynku głównym, dwa lata później w oficynie tylnej.

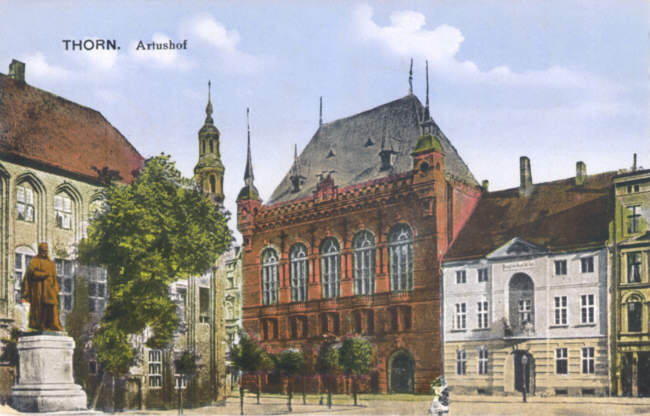
Pocztówka pochodząca z pocz. XX wieku, przedstawiająca Dwór Artusa wraz z okolicznymi obiektami: pomnikiem Wilhelma I, Ratuszem Staromiejskim i Pałacem Meissnerów

Na początku XX wieku Dwór Artusa był obiektem badań przez historyków Gwida Chmarzyńskiego i Reinholda Heuera. Drugi wydał w 1917 roku monografię Die drei Artushöfe und der Junkerhof in Thorn.
Po powrocie Torunia do Polski w 1920 roku Dwór Artusa gościł ważnych polityków II Rzeczypospolitej (m.in. gen. Józefa Hallera w lutym 1920 roku i prezydenta Ignacego Mościckiego 1 sierpnia 1927 roku). 28 maja 1923 roku w Dworze Artusa odbyło się spotkanie założycielskie Towarzystwa Miłośników Torunia. W okresie międzywojennym w Dworze Artusa mieściła się siedziba Miejskiego Konserwatorium Muzycznego, tuż przed wybuchem II wojny światowej również dom czynszowy.
Podczas II wojny światowej w Dworze mieściły się restauracje, piekarnie oraz odbywały się bankiety miejskie. Przez krótki okres mieścił się tam również szpital. Podczas wojny niemiecki architekt i urbanista Hans Döllgast zaprojektował nowy wystrój i wyposażenie do Dworu. W tym samym czasie niemiecki architekt Paul Baumgartem uczestniczył w pracach nad modernizacją budynku. W latach 1940–1942 niemieccy architekci planowali ujednolicić zabudowę Rynku Staromiejskiego. Powstało kilka planów przebudowy Dworu Artusa. W jednym z nich, z 1942 roku, zaproponowano likwidację wieżyczek i wieńczących je sterczyn, balkonów, dekoracji oraz zmianę form okien i portalu.
W 1949 roku Dwór Artusa, jako Collegium Maximum, przekazano Uniwersytetowi Mikołaja Kopernika. Do 1983 roku w Dworze Artusa funkcjonował m.in. klub muzyczny „Od Nowa”. W 1984 roku Dwór Artusa pojawił się w filmie Rok spokojnego słońca reż. Krzysztofa Zanussiego. W latach 1993–2000 przeprowadzono remont konserwatorski Dworu Artusa.
W 1995 roku powołano instytucję kultury Centrum Kultury Dwór Artusa. Od 1 stycznia 2020 roku Centrum połączyło się w Domem Muz. W Dworze Artusa odbywa się festiwal muzyczny Koncerty pod Gwiazdami.
W 2003 roku przed wejściem do Domu Artusa powstała Piernikowa Aleja Gwiazd, upamiętniająca znane postacie związane z Toruniem.

## Architektura
Dwór Artusa w Toruniu jest przykładem budowli eklektycznej, z przewagą elementów klasycystycznych. Został wzniesiony na planie prostokąta, z cegły, na kamiennych fundamentach. Jest trzykondygnacyjny i podpiwniczony, jego ściany nie zostały otynkowane. Układ pomieszczeń trzytraktowy.
Fasada (elewacja północna) jest pięcioosiowa, wieńczy ją arkadowy gzyms, zamknięty wysuniętymi przed lico ściany wieżyczkami. Na jednej z osi umieszczono portal główny, zwieńczony tympanonem. Kondygnacje oddziela od siebie gzyms. Cokół jest boniowany.
Parter w przednim trakcie nakryty jest sklepieniem krzyżowym, nad piwnicą kapa pruska, a nad pozostałymi pomieszczeniami drewniane stropy.
Dach budynku jest czterospadowy, z mansardami, kryty dachówką.
Powierzchnia użytkowa obiektu wynosi 2 600 m², kubatura liczy 11 682 m³.

## Galeria

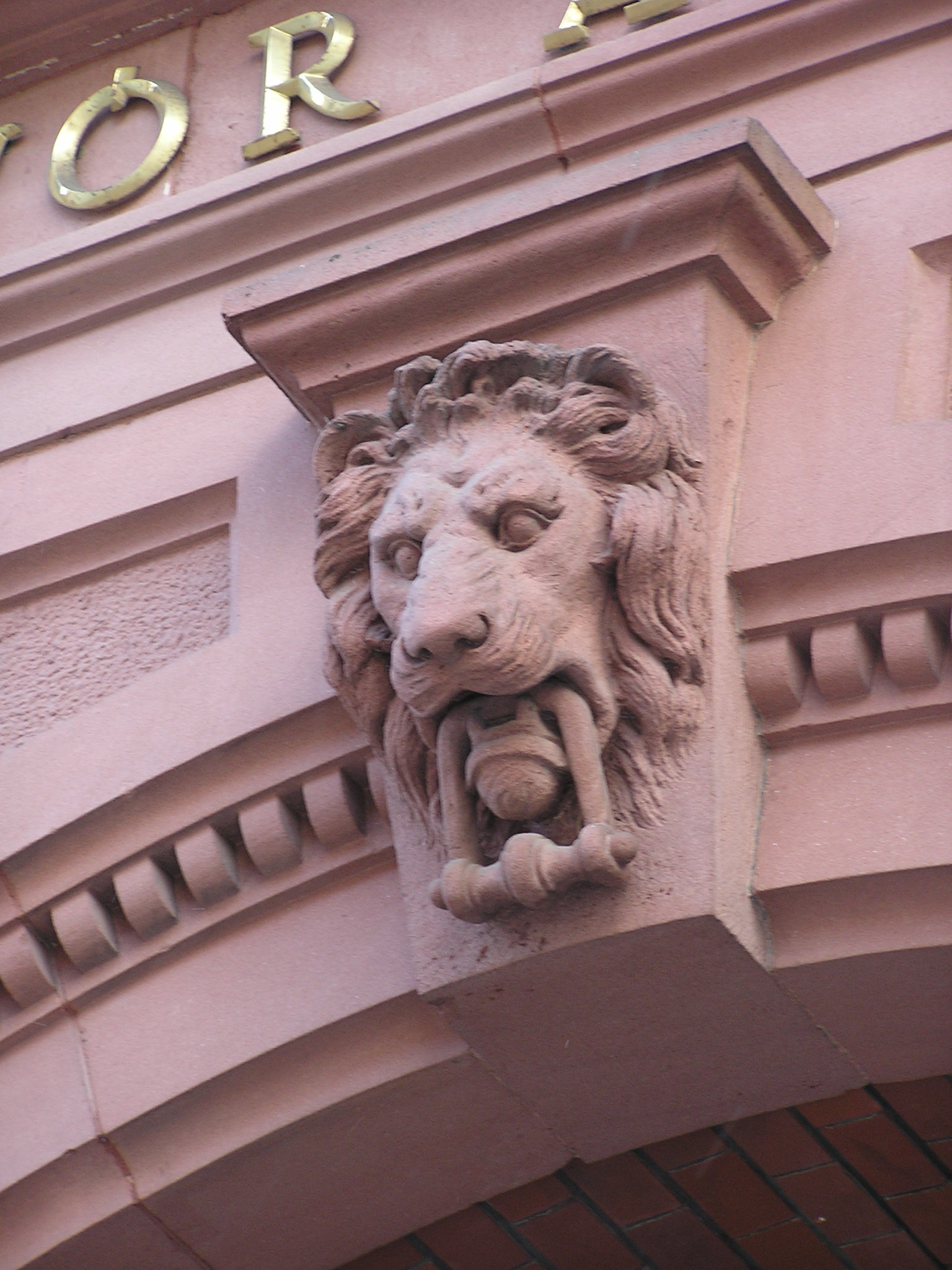
Detal architektoniczny
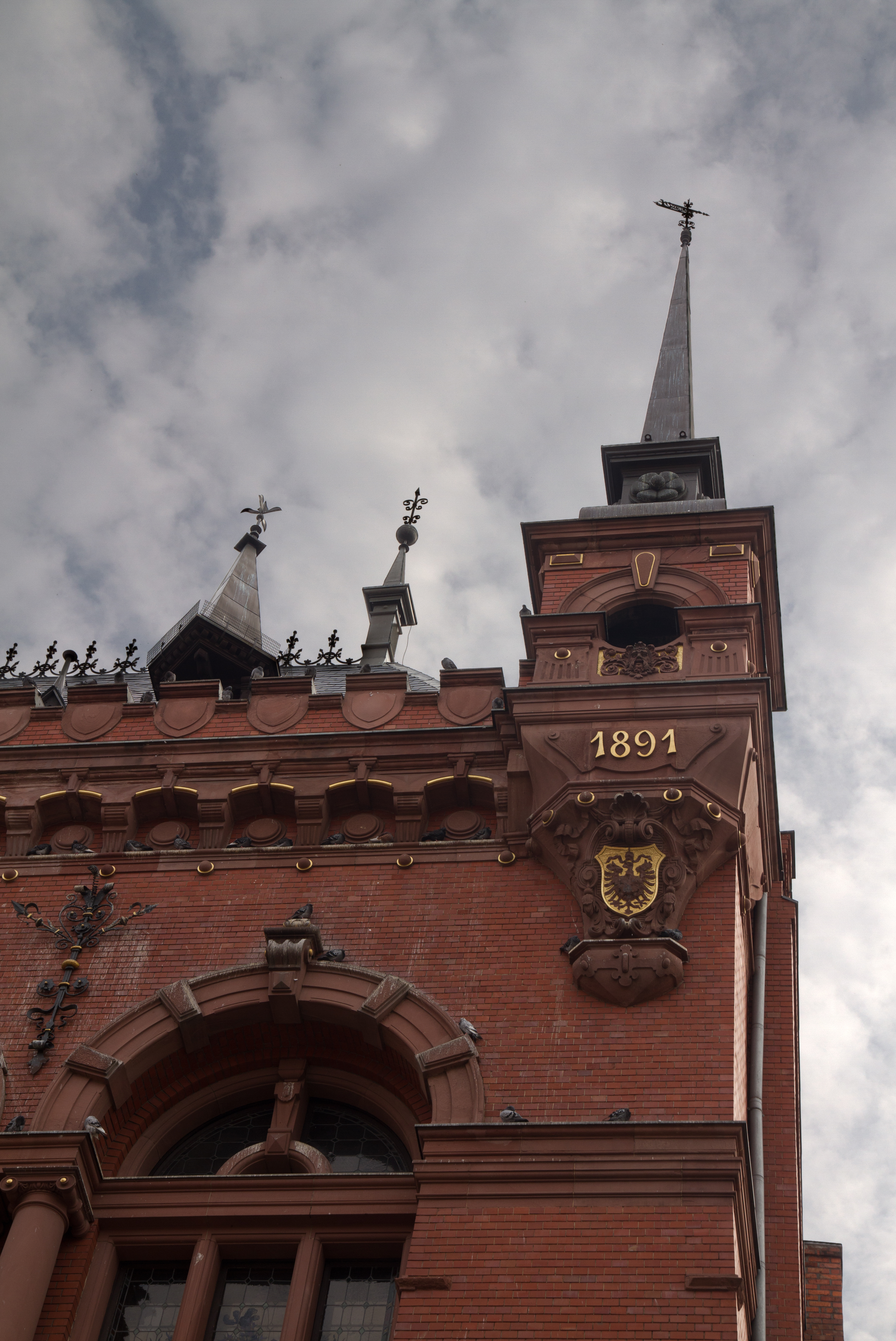
Wieżyczka z datą oddania do użytku budowli
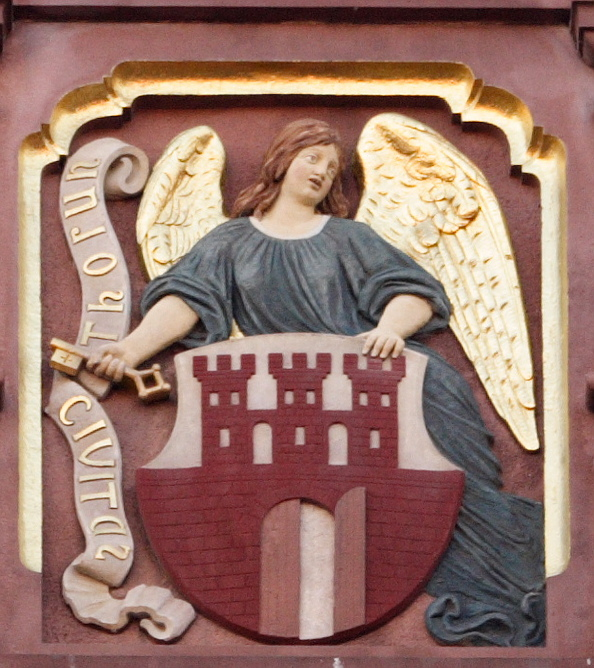
Herb Torunia na budynku
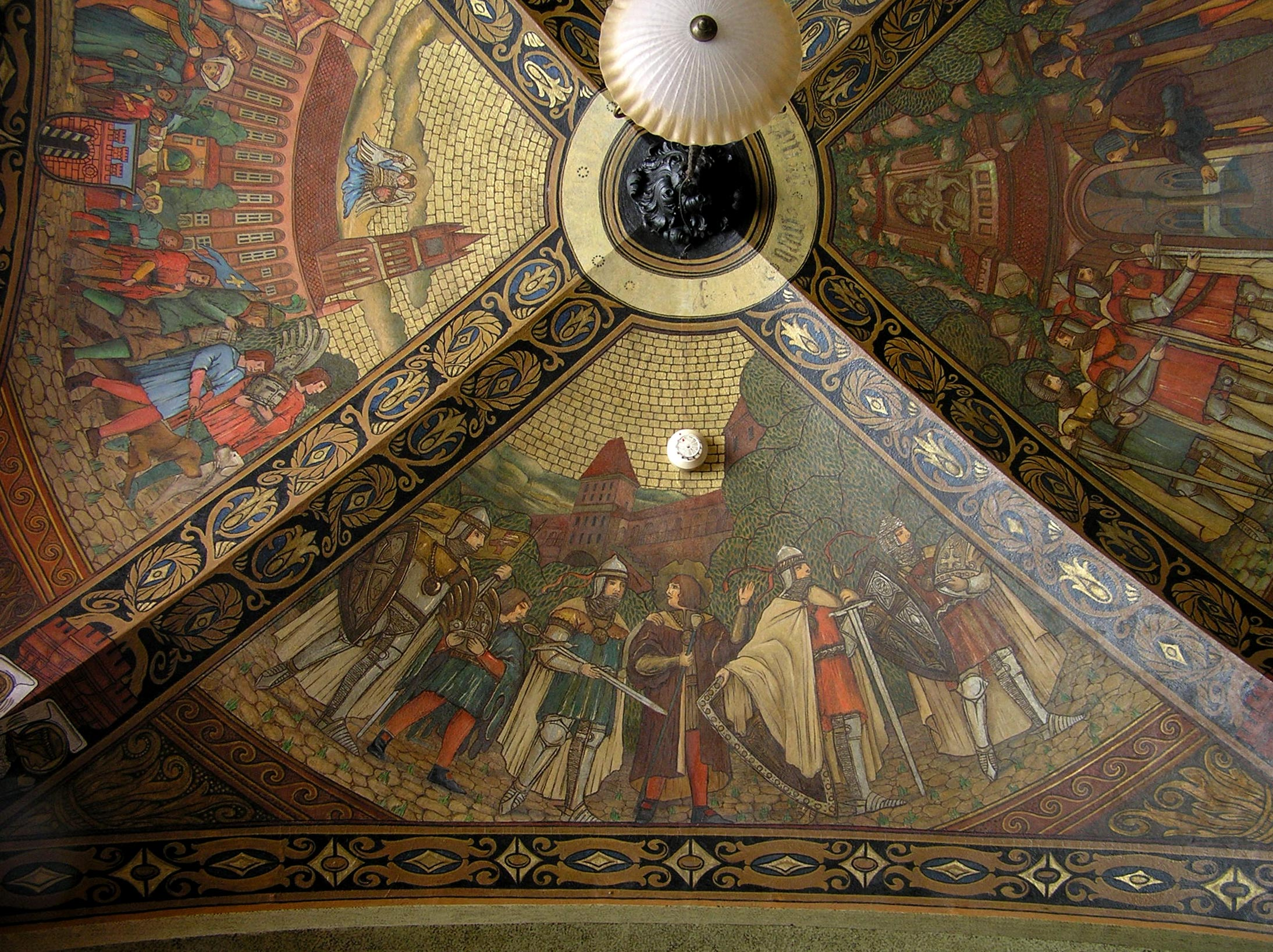
Polichromia na sklepieniu przedsionka
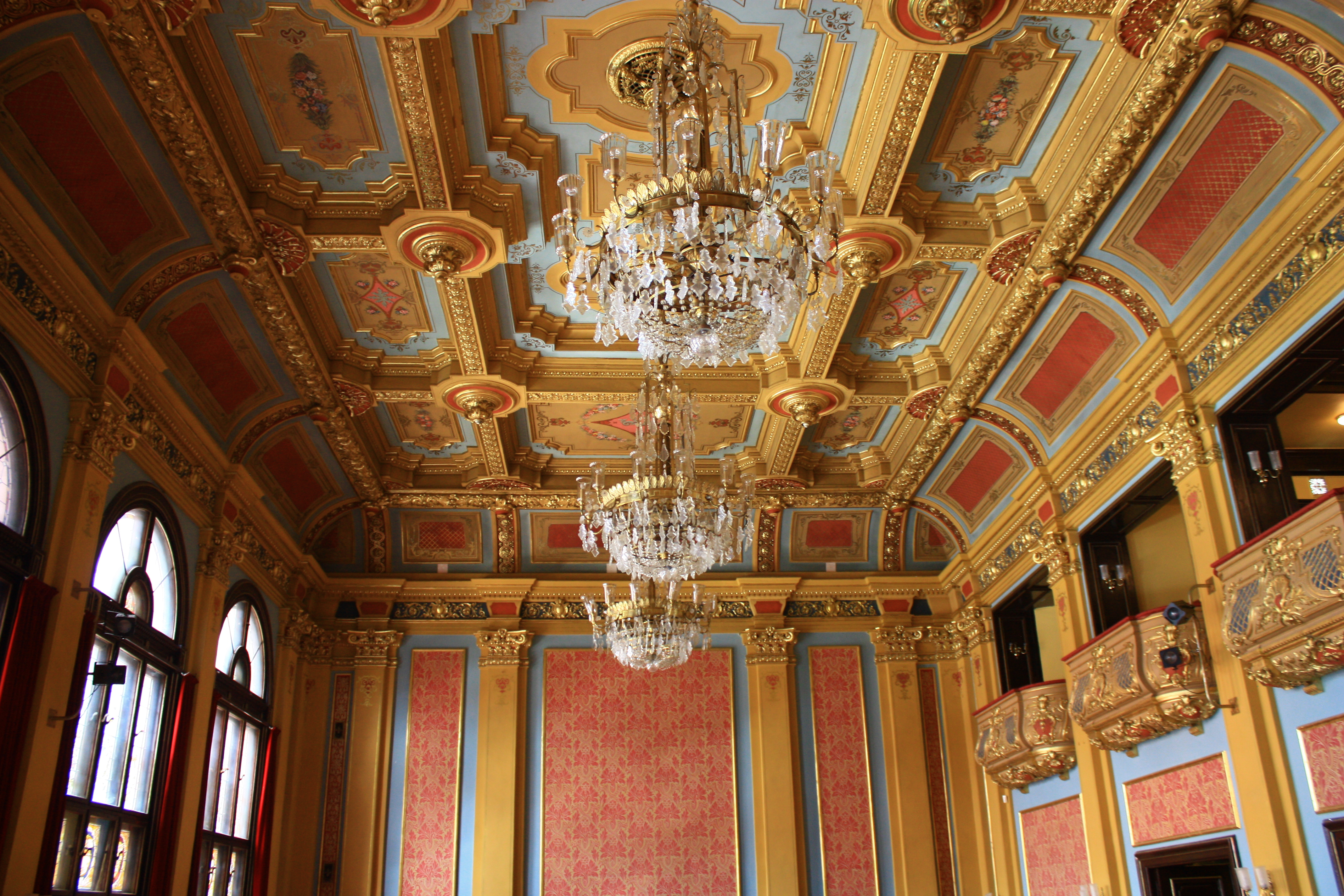
Sala Wielka
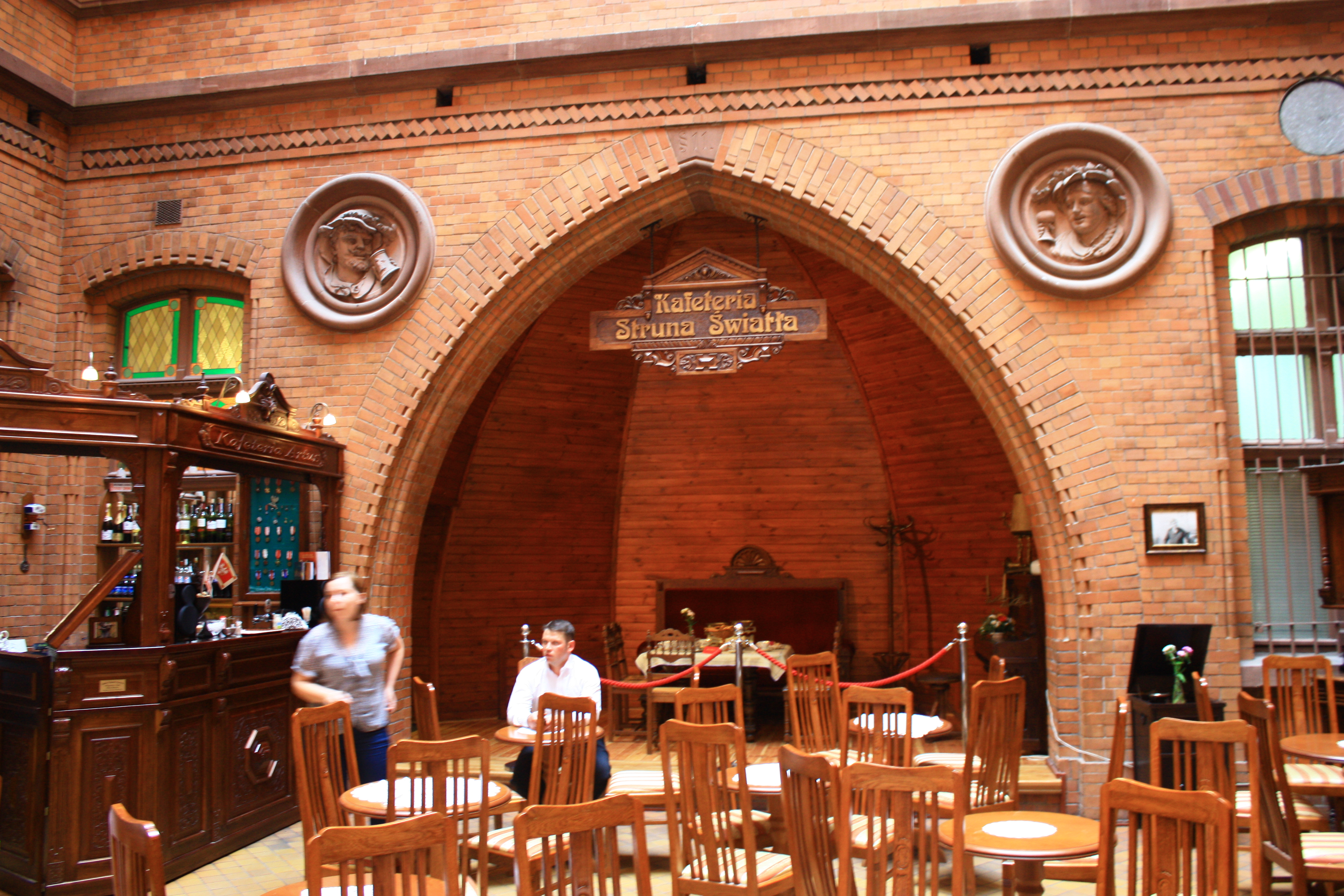
Kafeteria